# Hypšmanova vila
Hypšmanova vila (též Hübschmannova vila) je vlastní vila architekta Bohumila Hypšmana čp. 565, U Laboratoře 4, Praha 6 – Střešovice

## Popis
Vlastní rodinný dům projektoval architekt Bohumil Hypšman (v roce 1945 si původně německé jméno Hübschmann počeštil) v puristicky čistém, vizuálně však nesmírně působivém stylu, s jasně patrnou inspirací pozdními stavbami Otto Wagnera.
Vila situovaná na rohové parcele je čtyřpodlažní, na nepravidelném půdorysu tří rovnoběžně situovaných bloků, z nichž střední je převýšený o podkrovní podlaží. Vnitřní dispozice domu byla rozvržená do dvou samostatných, stavebně oddělených celků, na byt architektovy rodiny a menší byt, určený k pronájmu. Ve sníženém suterénu vedle garáží byly navrženy sklepy a kuchyně, na úrovni zvýšeného přízemí společenské prostory domu, zahrnující dvě jídelny, pokoje a dvě prostorné haly se schodišti v severní části domu. Na střeše garáží byla terasa. V 1. patře byly ložnice, v podkroví vedle prostoru půdy měl Hypšman vlastní ateliér a archiv.
Různé výškové úrovně jsou ukončeny ve své době málo používanými plochými střechami s dekorativním, „kubisticky“ prolamovaným oplechováním hlavní římsy (motiv diamantování). Obvodový plášť je velmi střídmý, nicméně ve své jednoduchosti neobyčejně působivý. Fasády jsou hladké, členěné pouze vysokými okny s Anglií inspirovaným posuvným otevíráním. Hmotu domu odlehčuje vzdušná konstrukce zimní zahrady a pergoly s krytým altánkem na venkovní terase. Zahrada má v nejvýchodnější části ještě dochované původní dřevěné oplocení. Zde byla další pergola (dnes torzo) a zahradní branka do parku a k tenisovým kurtům při ulici Slunná.
První rekonstrukce, úprava podkroví, proběhla již v roce 1968 (souhlas s úpravou části podkroví, dosud sloužící jako „provozovna a kancelář na prostor obývací“, podepsaný B. Hypšman, je ale již ze srpna 1959). Po roce 1989 bylo postupně vyměněno oplocení, adaptována veranda na zimní zahradu a v roce 2004 opraveny fasády.
V roce 2010 byl objekt navržen za kulturní památku.